# Rosières (Tarn)
Rosières é uma comuna francesa na região administrativa da Occitânia, no departamento de Tarn. Estende-se por uma área de 10.55 km², e possui 738 habitantes, segundo o censo de 2018, com uma densidade de 70 hab/km².